# Lợn Landrace Bỉ
Lợn Landrace Bỉ, còn được gọi là Lợn Landrace Bỉ Cải tiến, Lợn Cải tiến Bỉ và Lợn tai rủ Bỉ, là một giống lợn nhà có nguồn gốc từ miền bắc Bỉ. Nó được tạo ra từ việc nhập khẩu giống lợn của Anh và cải tiến chúng cho đến khi chúng được "phân loại" thành lợn Landrace Cải tiến Đức từ năm 1930 đến năm 1945 và sau đó lai tạo chúng với Lợn Landrace Hà Lan vào năm 1945. Các giống khác cũng được đưa vào dòng lai để tăng cường giống lợn này, như vậy như với những giống lợn từ Luxembourg năm 1955, Đức năm 1971 và Cộng hòa Séc năm 1974. Được sử dụng ở nhiều quốc gia khác nhau, Lợn Landrace Bỉ cũng là một trong bốn "giống lợn thương mại lớn" ở Pháp.

## Chăn nuôi
Bởi vì giống Lợn Landrace bỉ nổi tiếng về sản xuất thịt lợn, nó thường được lai tạo với các giống khác để tăng chất lượng tổng thể của thịt lợn. Nó được biết đến với nhiều cơ bắp hơn so với các giống khác và được cho là lớn hơn đáng kể, cùng với một kết quả "lượng chất béo thấp hơn". Một số lượng đáng kể thử nghiệm liên tục đã được tiến hành trong vài thập kỷ qua để tối đa hóa chất lượng và giảm thiểu lượng chất béo trên giống lợn này. Có "tám trạm thử nghiệm trên 5.000 con lợn mỗi năm để cô lập những chủng lợn có khả năng cải thiện hơn nữa."
Để giống được bán ở Bỉ, lợn nái của Bỉ Landrace thường được lai tạo với lợn đực Piétrain, giúp cải thiện chất lượng của giống lợn Bỉ. Các con sau đó được lai trở lại dòng chính của Lợn Landrace Bỉ, mang lại cho chúng chất lượng thịt lợn tốt hơn. Thịt Lợn Landrace Bỉ nạc và mềm.